# Tipula (Microtipula) gladiator
Tipula (Microtipula) gladiator is een tweevleugelige uit de familie langpootmuggen (Tipulidae). De soort komt voor in het Neotropisch gebied.